# Coburg Island
Coburg Island (auch Cobourg Island, Inuktitut: Nirjutiqavvik) liegt in der Baffin Bay am Eingang des Jones Sounds zwischen Ellesmere Island im Norden und Devon Island im Süden. Sie gehört zum kanadischen Territorium Nunavut und ist eine der Königin-Elisabeth-Inseln. Der 76. nördliche Breitengrad schneidet die Insel in der Mitte.
Die Insel ist 344 km² groß und hat zwischen Phillips Point im Norden und Cambridge Point im Süden eine Ausdehnung von 38 km. Coburg Island ist zwischen 6 und 23 km breit und erreicht eine Höhe von 823 m über dem Meeresniveau. 65 % der Insel sind von Gletschern bedeckt. Auf einer nach Südosten gerichteten Halbinsel liegt die 10 km² große, kreisförmige Laika-Eiskappe.
Die Durchschnittstemperaturen liegen bei −28 °C im Februar und 4 °C im Juli.
Im Seegebiet um Coburg Island gibt es zwei Polynjas, die Lady-Ann-Polynja südlich der Insel in der Lady-Ann-Straße und das Nordwasser (englisch North Water Polynya) in der Baffin Bay. Das hier fast immer eisfreie Meer bietet vielen Tieren gute Lebensbedingungen. Auf Coburg Island brüten über 300.000 Seevögel, darunter hauptsächlich Dreizehenmöwen (Rissa tridactyla) und Dickschnabellummen (Uria lomvia), außerdem auch Eiderenten (Somateria mollissima), Prachteiderenten (Somateria spectabilis) und Eisenten (Clangula hymenalis). Auf dem der Insel südöstlich vorgelagerten Felsen Princess Charlotte Monument gibt es eine Kolonie von etwa 3.000 Paaren des Eissturmvogels (Fulmarus glacialis). In den Buchten an der Südspitze der Insel findet man im Sommer Walrosse, Ringelrobben und Bartrobben. Die Polynjas werden im Winter auch von zahlreichen Walen, besonders Weißwalen, Narwalen und Grönlandwalen, aufgesucht. Auch Eisbären sind hier häufig anzutreffen.
Die Insel wurde wahrscheinlich 1818 von John Ross auf seiner Expedition zur Suche nach der Nordwestpassage entdeckt. Sie wurde nach dem deutschen Prinzen Leopold von Sachsen-Coburg benannt, der mit Prinzessin Charlotte, der Tochter König Georg IV. des Vereinigten Königreichs, verheiratet war.
Die Insel gehört heute zur Nirjutiqavvik National Wildlife Area. Cambridge Point wird von BirdLife International als Important Bird Area (NU010) ausgewiesen.